# Ixtapangajoya
Ixtapangajoya är en kommun i Mexiko.   Den ligger i delstaten Chiapas, i den sydöstra delen av landet, 700 km öster om huvudstaden Mexico City. Antalet invånare är 5 478. Arean är 201 kvadratkilometer.
Terrängen i Ixtapangajoya är huvudsakligen kuperad, men söderut är den bergig.
Följande samhällen finns i Ixtapangajoya:
- Lázaro Cárdenas
- Llanos Morelos 1ra. Sección
- Francisco I. Madero 2da. Sección
- El Caoba 1ra. Sección
- Nuevo Poblado Llanos Morelos
- Cacatal
- Doctor Rafael Pascacio Gamboa